# Чемпионат Северной, Центральной Америки и Карибского бассейна по волейболу среди женщин 2023
27-й чемпионат Северной, Центральной Америки и Карибского бассейна (NORCECA) по волейболу среди женщин проходил с 29 августа по 3 сентября 2023 года в Квебеке (Канада) с участием 7 национальных сборных команд. Чемпионский титул в 4-й раз в своей истории и в 3-й раз подряд выиграла сборная Доминиканской Республики.

## Команды-участницы
Канада — команда страны-организатора;
США, Доминиканская Республика, Пуэрто-Рико, Мексика, Куба, Коста-Рика — по рейтингу NORCECA на 1 января 2023 года.
От участия отказалась сборная Тринидада и Тобаго.

## Система проведения чемпионата
7 команд-участниц на предварительном этапе были разбиты на две группы, в которых играли в один круг. Первичным критерием при распределении мест в группах служило общее количество побед, затем количество набранных очков, соотношение партий, соотношение игровых очков и, наконец, результаты личных встреч. За победу со счётом 3:0 начислялось 5 очков, за победу 3:1 — 4, 3:2 — 3 очка, за поражение 2:3 проигравший получал 2 очка, 1:3 — 1 и за поражение 0:3 очки не начислялись. Победители групп напрямую вышли в полуфинал плей-офф. Команды, занявшие в группах 2-е и 3-и места, вышли в четвертьфинал и в стыковых матчах определили ещё двух участников полуфинала. Полуфиналисты по системе с выбыванием определили призёров первенства. 

## Игровая арена

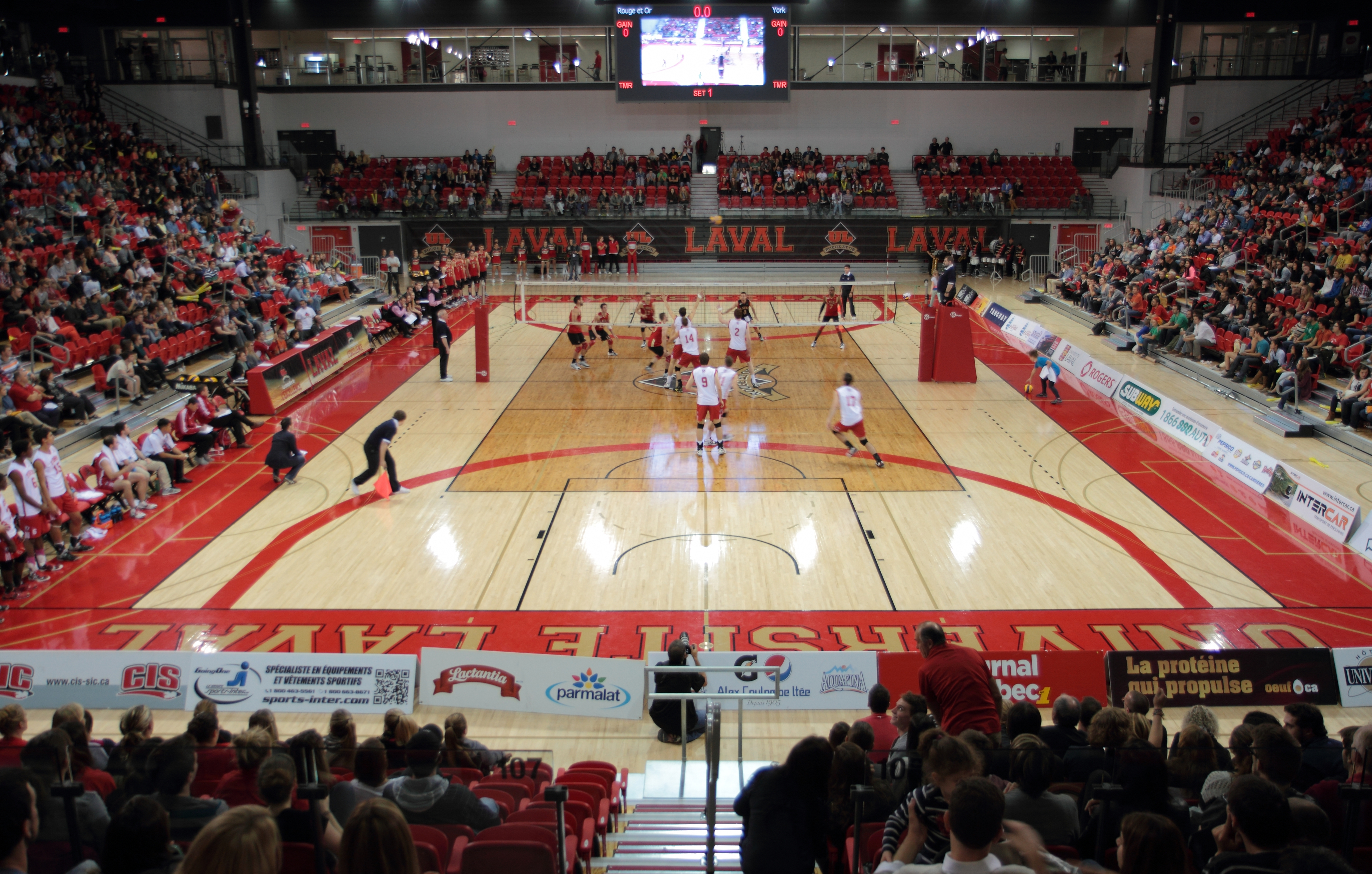
PEPS Amphitheatre Desjardins

Все матчи чемпионата прошли в спортивном зале «ПЕПС Амфитеатр Дежарден» университета Лаваля (фр. «PEPS Amphitheatre Desjardins») города Квебек (Канада). Зал открыт в 1970 году. Вместимость 3090 зрителей.

## Предварительный этап

### Группа А
| М | Команда     | 1   | 2   | 3   | И | В | П | С/П | О  |
| - | ----------- | --- | --- | --- | - | - | - | --- | -- |
| 1 | Канада      |     | 3:0 | 3:0 | 2 | 2 | 0 | 6:0 | 10 |
| 2 | Пуэрто-Рико | 0:3 |     | 3:2 | 2 | 1 | 1 | 3:5 | 3  |
| 3 | Мексика     | 0:3 | 2:3 |     | 2 | 0 | 2 | 2:6 | 2  |

29 августа: Канада — Мексика 3:0 (25:20, 25:18, 25:20).
30 августа: Канада — Пуэрто-Рико 3:0 (25:18, 25:13, 25:23).
31 августа: Пуэрто-Рико — Мексика 3:2 (27:25, 17:25, 14:25, 25:23, 15:11).

### Группа В
| М | Команда                  | 1   | 2   | 3   | 4   | И | В | П | С/П | О  |
| - | ------------------------ | --- | --- | --- | --- | - | - | - | --- | -- |
| 1 | США                      |     | 3:0 | 3:0 | 3:0 | 3 | 3 | 0 | 9:0 | 15 |
| 2 | Доминиканская Республика | 0:3 |     | 3:0 | 3:0 | 3 | 2 | 1 | 6:3 | 10 |
| 3 | Куба                     | 0:3 | 0:3 |     | 3:0 | 3 | 1 | 2 | 3:6 | 5  |
| 4 | Коста-Рика               | 0:3 | 0:3 | 0:3 |     | 3 | 0 | 3 | 0:9 | 0  |

29 августа: США — Коста-Рика 3:0 (25:3, 25:13, 25:5); Доминиканская Республика — Куба 3:0 (25:14, 25:17, 25:16).
30 августа: США — Куба 3:0 (25:8, 25:17, 25:14); Доминиканская Республика — Коста-Рика 3:0 (25:13, 25:11, 25:10).
31 августа: Куба — Коста-Рика 3:0 (25:18, 25:11, 25:9); США — Доминиканская Республика 3:0 (25:22, 25:22, 25:16).

## Плей-офф

### Четвертьфинал
1 сентября
Доминиканская Республика — Мексика 3:0 (25:17, 25:10, 25:12).
Куба — Пуэрто-Рико 3:0 (25:21, 25:23, 25:22).

### Матч за 5-е место
2 сентября
Мексика — Пуэрто-Рико 3:0 (25:22, 32:30, 25:22).

### Полуфинал
2 сентября
США — Куба 3:0 (25:12, 25:11, 25:16).
Доминиканская Республика — Канада 3:1 (27:25, 25:22, 23:25, 25:20).

### Матч за 6-е место
3 сентября
Пуэрто-Рико — Коста-Рика 3:0 (25:13, 25:7, 25:9).

### Матч за 3-е место
3 сентября
Канада — Куба 3:1 (25:21, 25:17, 17:25, 25:16).

### Финал
3 сентября
Доминиканская Республика — США 3:2 (12:25, 25:21, 19:25, 25:19, 15:13). Отчёт

## Итоги

### Положение команд
| Доминиканская Республика |
| США                      |
| Канада                   |
| 4. Куба                  |
| 5. Мексика               |
| 6. Пуэрто-Рико           |
| 7. Коста-Рика            |

### Мировая квалификация
3 лучшие команды по итогам чемпионата — Доминиканская Республика, США и Канада — квалифицировались на чемпионат мира 2025.

### Призёры
Доминиканская Республика: Кандида Ариса Перес, Янейрис Родригес Дуран, Лисвель Эве Мехия, Виелка Перальта Луна, Бренда Кастильо, Ниверка Марте Фрика, Жеральдин Гонсалес, Йокати Перес Флорес, Маделин Гильен Паредес, Йонкайра Пенья Исабель, Бетания де ла Крус де Пенья, Брайелин Мартинес, Джинейри Мартинес, Гайла Гонсалес Лопес. Тренер — Маркос Квик.
  США: Майка Хэнкок, Джастин Вонг-Орантес, Александра Франтти, Морган Хенц, Лорен Карлини, Джордан Ларсон, Андреа Дрюс, Джордан Томпсон, Хейли Вашингтон, Дана Реттке, Кэтрин Пламмер, Келси Робинсон, Чиака Огбогу, Эвери Скиннер. Тренер — Карч Кирай.
  Канада: Кьера ван Райк, Вики Савар, Джулия Мёрман, Джасмин Уайт, Лэйн ван Бускирк, Алисия Огомс, Алекса Грэй, Андреа Митрович, Брай Кинг, Хилари Джонсон (Хоу), Шайна Джозеф, Кейси Джост, Эмили Маглио, Куинн Пелланд. Тренер — Шаннон Уинзер.

### Индивидуальные призы
| - MVP Бренда Кастильо - Лучшие нападающие-доигровщики Кьера ван Райк Алекса Грэй - Лучшие центральные блокирующие Нейра Ортис Эмили Маглио - Лучшая связующая Брай Кинг - Лучшая диагональная нападающая Джордан Томпсон | - Лучшая либеро Бренда Кастильо - Лучшая на подаче Лисвель Эве - Лучшая на приёме Джастин Вонг-Орантес - Лучшая в защите Бренда Кастильо - Самая результативная Паола Сантьяго |